# Pfarrkirche St. Veit an der Gölsen

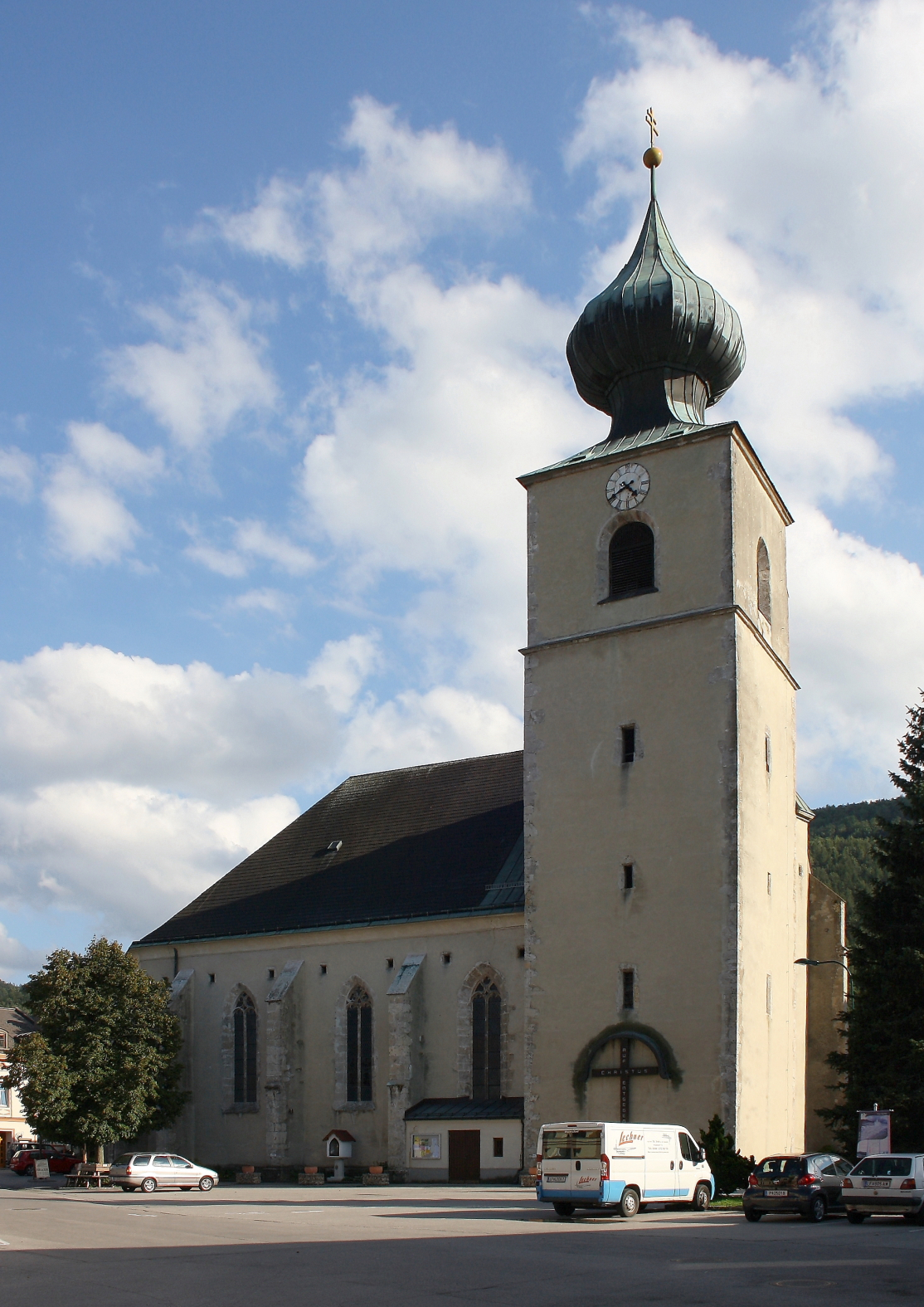
Katholische Pfarrkirche hl. Veit mit der Nordwestfront in St. Veit an der Gölsen

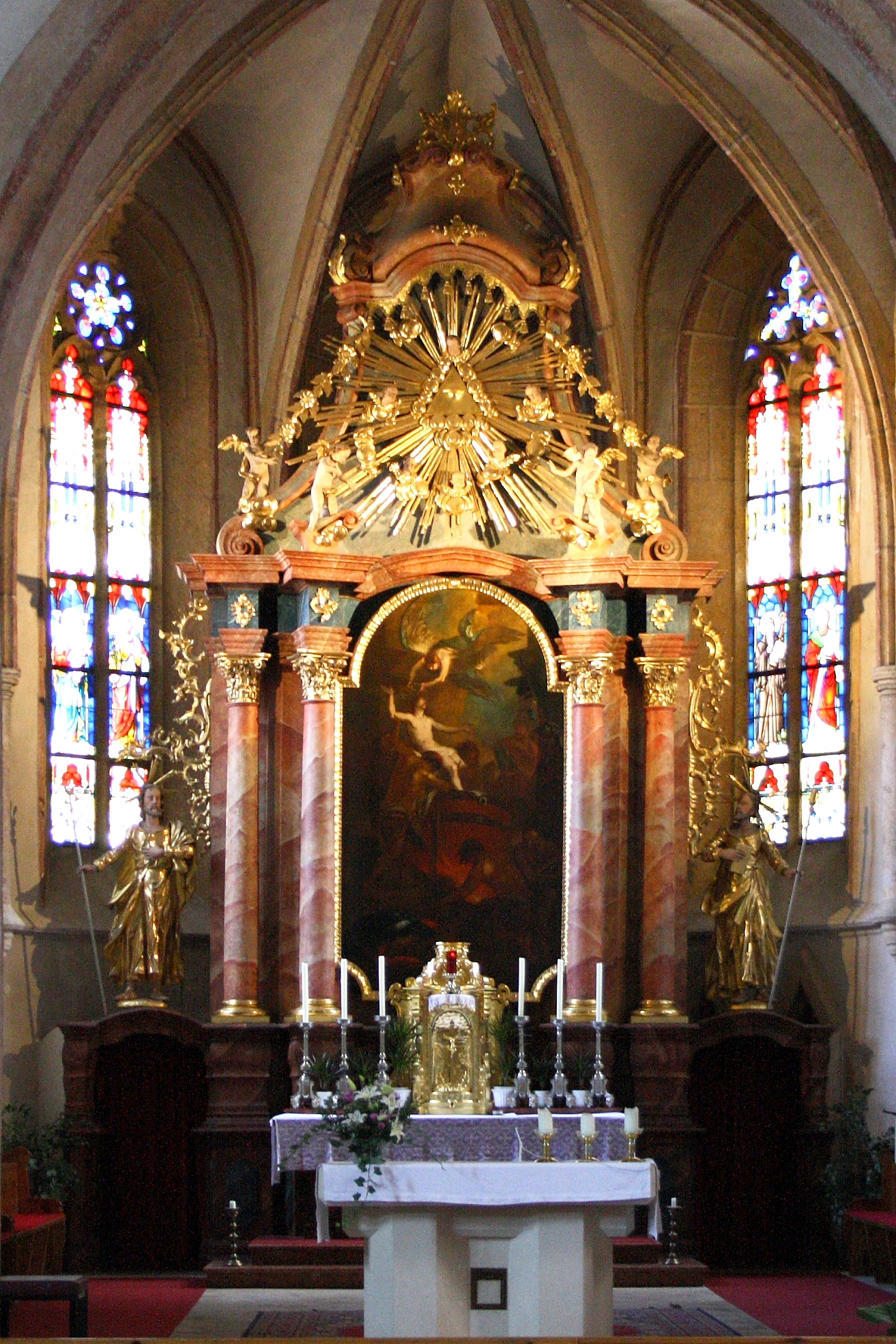
Innenansicht Richtung Hochaltar

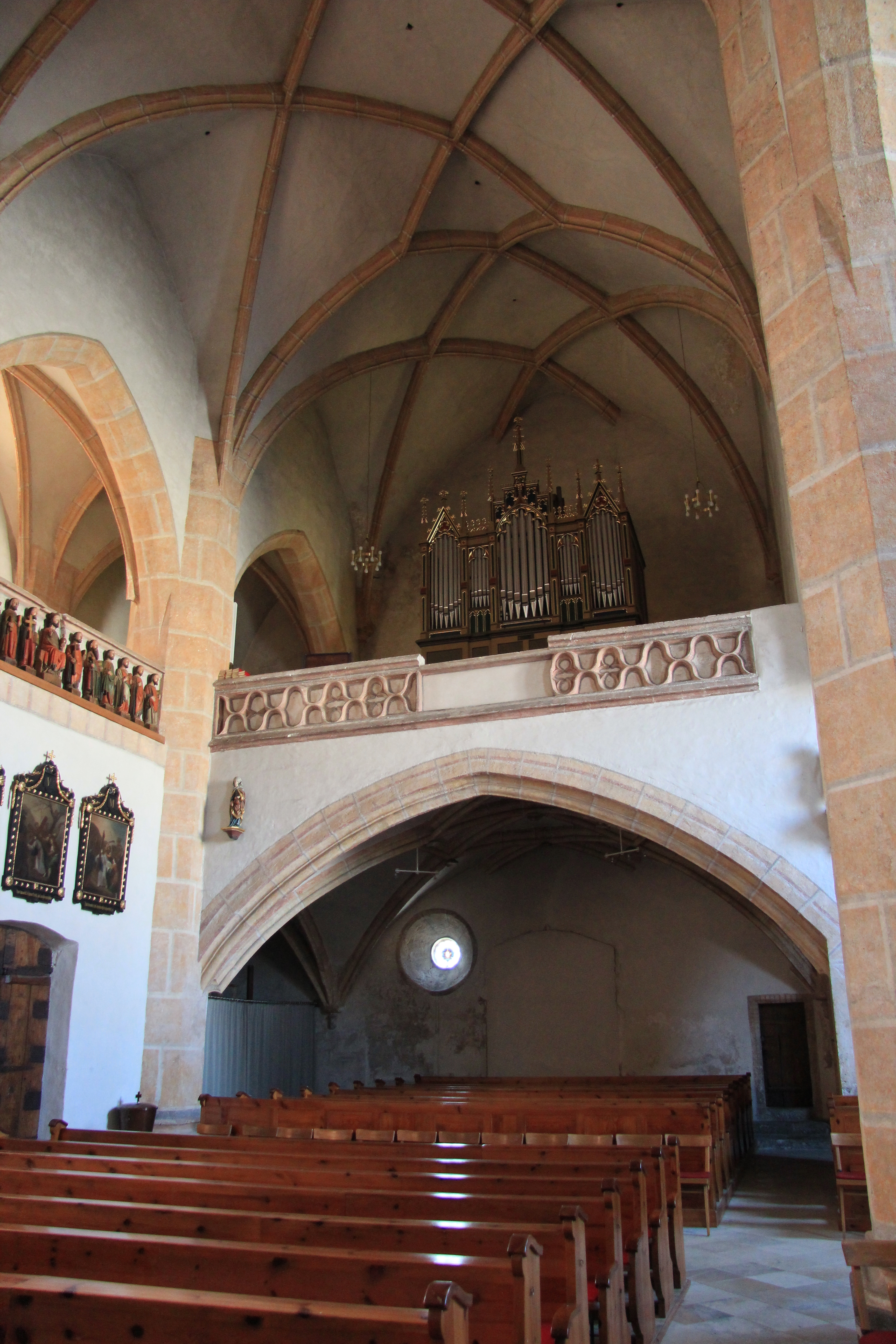
Innenansicht Richtung Empore mit Orgel

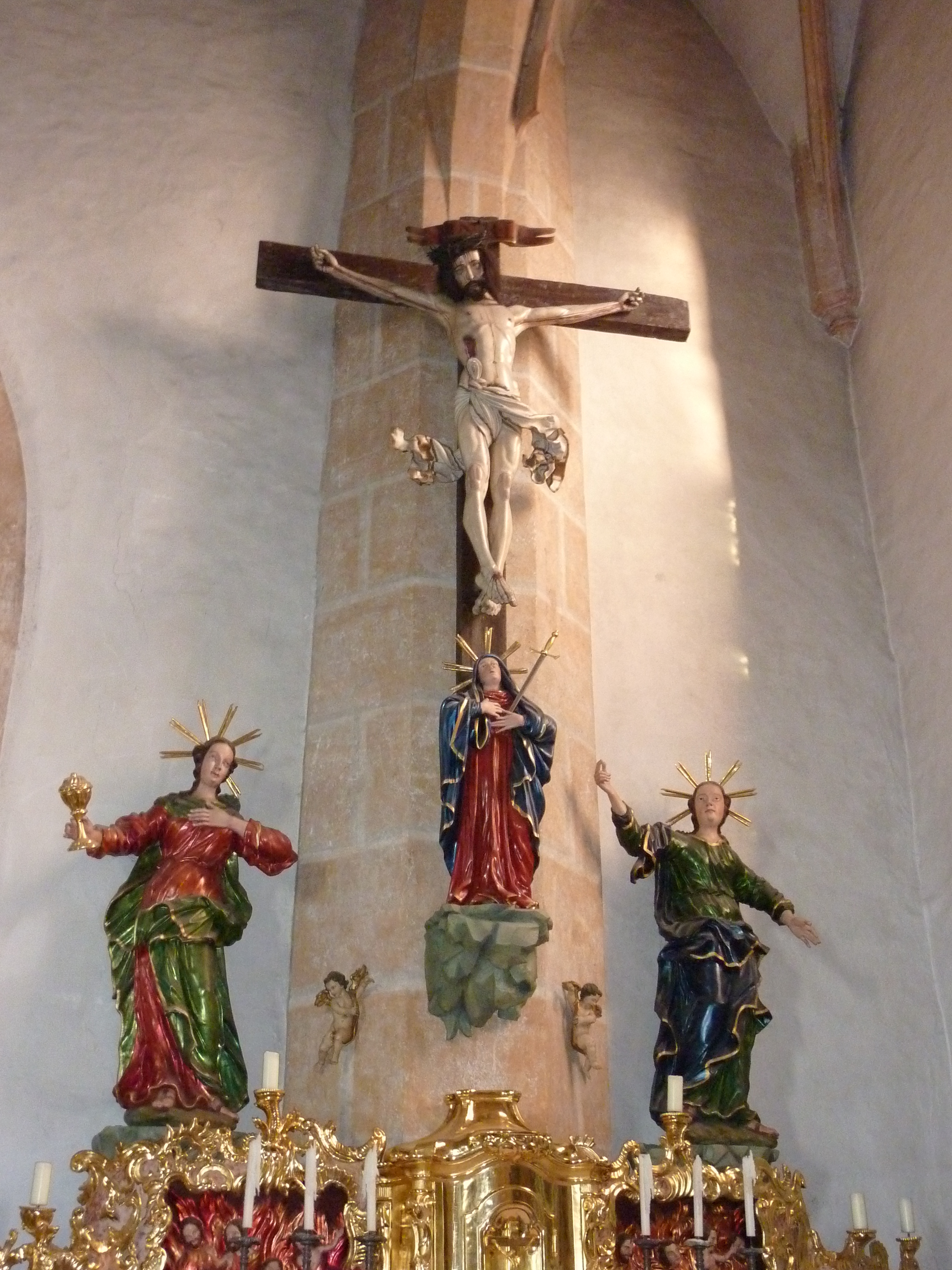
Südaltar mit großem spätgotisches Kruzifix um 1510/1520

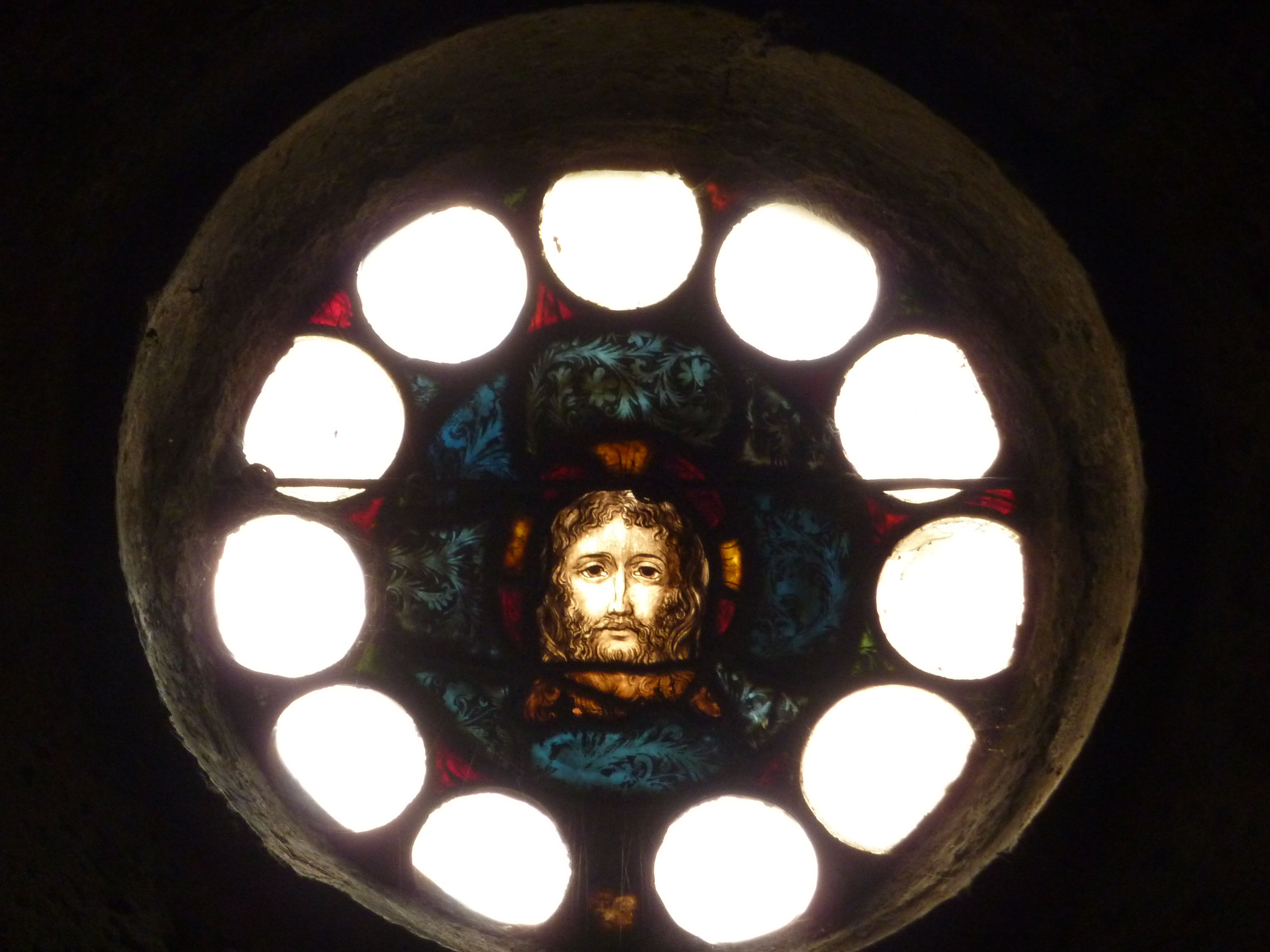
Glasmalerei Christusbüste aus dem 15. Jahrhundert unter der Empore

Die Pfarrkirche St. Veit an der Gölsen steht im Westen des Ortes in der Marktgemeinde St. Veit an der Gölsen im Bezirk Lilienfeld in Niederösterreich. Die auf den Heiligen Veit geweihte römisch-katholische Pfarrkirche, dem Stift Göttweig inkorporiert, gehört zum Dekanat Lilienfeld in der Diözese St. Pölten. Die Kirche steht unter Denkmalschutz (Listeneintrag).

## Geschichte
Die Gründung erfolgte im Anfang des 12. Jahrhunderts als reich dotierte Eigenkirche der steirischen Markgrafen. 1122 wurde urkundlich eine Kapelle dem hl. Veit geweiht. 1162 ging die Kirche mit der Erhebung zur Pfarrkirche an das Stift Göttweig. 1330 wurde durch die Hohenberger Vogteiinhaber ein Pfarrhof gestiftet. 1473 wurde vermutlich für das Langhaus der Baumeister Hans Kschässper genannt. 1685/1687 wurde der spätgotische Kirchturm ausgebaut. 1763/1771 war eine Renovierung. 1830 wurde der Friedhof aufgelassen. 1891 erfolgte eine Regotisierung des Kircheninneren. 1968/1970 war eine Innen- und Außenrestaurierung, dabei wurde großteils die neugotische Ausstattung entfernt. 1970 wurde der mittelalterliche Pfarrhof abgetragen und durch einen Neubau ersetzt.

## Architektur
Die großzügig dimensionierte spätgotische Staffelkirche aus der zweiten Hälfte des 15. Jahrhunderts hat einen älteren gotischen Chor um 1400 und einen wuchtige weithin sichtbaren Nordwestturm einer ehemaligen Wehrkirche.
Das Langhaus zeigt in Kellentechnik verputzte Fronten, das Satteldach ist über die Seitenschiffe heruntergezogen, östlich walmt das Satteldach ab, der Sockel ist spätgotisch profiliert. Es gibt spätgotische Seitenportale. Das nördliche Seitenschiff mit einem polygonalen Schluss hat hohe abgetreppte Strebepfeiler und zweibahnige Spitzbogenfenster mit spätgotischem Maßwerk. Unter der Traufe gibt es kleinere Rechteckfenster wohl eines ehemaligen Wehrgeschoßes. Am südlichen Seitenschiff gibt es zweibahnige Maßwerkfenster und ein spitzbogiges spätgotisches profiliertes Portal. Östlich in der südlichen Chorecke steht ein zweigeschoßiger Sakristeianbau mit polygonalem Schluss. Die Westfront hat beim inneren Übergang vom Mittelschiff zum südlichen Seitenschiff einen hohen Strebepfeiler und ein Portal mit Schulterbogenöffnung in einer spitzbogigen spätgotisch profilierten Rahmung, darüber ist ein abgemauertes Rundfenster.
Der Chor mit einem Fünfachtelschluss unter einem niedrigeren Dach hat abgetreppte Strebepfeiler und zweibahnige Maßwerkfenster.
Der quadratische mächtige wehrhafte spätgotische Turm hat eine massive Mauerstärke, welche aus der Flucht des Nordschiffes und der Westfront herausragt, zur Westfront ist ein polygonaler Treppenturm angebaut. 1685/1687 wurde der Turm ausgebaut und zeigt eine Eckquadrierung und gefaste Schartenfenster. Die Glockenzone über einem profilierten Gesims hat spitzbogige Schallfenster, der 1831/1832 aufgesetzte Zwiebelhelm wurde 1970 mit Blech gedeckt.
Das Kircheninnere zeigt sich im Langhaus mit einer hohen dreischiffigen vierjochigen Staffelhalle, das nördliche Seitenschiff ist breiter als das südliche Seitenschiff. Das höhere Mittelschiff zeigt ein Parallelnetzrippengewölbe auf wuchtigen Polygonalpfeilern, das Mittelschiff ist mit Spitzbogenarkaden zu den Seitenschiffen geöffnet. Das Nordschiff mit quadratischen Jochen hat Kreuzrippengewölbe und im Polygonschluss ein Sternrippengewölbe. Das schmälere Südschiff hat Kreuzrippengewölbe und ist mit Zwischenwänden in Kapellen unterteilt. Das zweite Joch unter einem spätgotischen Netzrippengewölbe ist zu einer Vorhalle abgemauert und ist zum Mittelschiff mit einem Schulterportal geöffnet, das Portal ist wie das Nordportal mit zwei massiven spätgotischen breiten schmiedeeisernen Bändern beschlagenen Eichentüren versehen.
Die Westempore im Mittelschiff und Südschiff, im Nordschiffbereich steht der Turm, beim Mittelschiff ist die Empore mit reichen Netzrippen unterwölbt, an den Rippenkreuzungen sind bemalte Bindenschilde, zentral mit dem Wappen Stift Göttweig, unter dem südlichen Emporenjoch ist ein Sternrippengewölbe. Die gemauerte Brüstung der Empore zeigt Blendmaßwerk mit Schlingrippen.
Der Triumphbogen ist spitzbogig und profiliert. Der einjochige etwas eingezogene Chor mit einem Fünfachtelschluss und ein Kreuzrippengewölbe mit profilierten Rippen und runden Schlusssteinen, das Gewölbe ruht auf vermutlich später eingezogenen Dienstkonsolen. In der Südwand des Chores befinden sich eine zweiteilige Sessionsnische mit Maßwerkgiebeln und eine rundbogige Piscina.
Die spätgotische zweigeschoßige Sakristei im südlichen Choreck, ehemals wohl als Kapelle geplant, hat ein stark unregelmäßiges spätgotisches gratiges Gewölbe, im Obergeschoß ist das Gewölbe unvollendet, die Anläufe und Fenstermaßwerke sind ausgeführt. In der Nordwestecke der Sakristei ist eine Wendeltreppe aus der Bauzeit des Chores erhalten, die Wendeltreppe ist in die Chorwand eingeschoben und war ehedem am Außenbau vorkragend. Es gibt ein spätgotisches Schulterportal mit beschlagenem Türblatt.
Der Raum im Turmerdgeschoß hat ein einfaches Kreuzrippengewölbe auf Konsolen, der Raum ist zum Langhaus mit zwei Spitzbogenarkaden mit wuchtigen Pfeilern geöffnet.
In der Kirche gibt es gemalte Wand- und Gewölbepolychromie, welche um 1970 restauriert wurde. Die Glasmalerei im Westen in einer Rundluke unter der Empore zeigt eine Christusbüste aus dem 15. Jahrhundert mit einem Stifterporträt, an der Seitenemporenwand zeigt eine Glasmalerei den hl. Vitus mit dem Wappen des Göttweiger Abtes Bartholomäus Schönleben 1534. Neogotische Glasfenster im Langhaus und Chor mit den Jahresangaben 1897 und 1899 zeigen Heiligenfiguren.

## Ausstattung
Der barockklassizistische Hochaltar um 1770/1780 hat einen Säulenaufbau, Opfergangsportale und einen Baldachinauszug, er zeigt das Altarbild Martyrium des hl. Vitus von Andreas Rudroff 1807 und trägt seitlich Engelsstatuen und die Figuren Josef und Jakob aus dem Anfang des 18. Jahrhunderts. Der Nordaltar ist ein neogotischer Baldachinaltar aus 1904, er trägt eine spätgotische Figur Maria mit Kind aus der zweiten Hälfte des 15. Jahrhunderts. Der Südaltar ist ein Allerseelenaltar mit Engelsfiguren, den Figuren Johannes und Magdalena. Über dem Südaltar ist ein bemerkenswertes monumentales spätgotisches Kruzifix um 1510/1520, welches der Schule des Martin Kriechbaum zugeschrieben wurde.
An der Brüstung der Seitenempore befindet sich eine gotische hölzerne Figurengruppe Christus und die zwölf Apostel um 1370, an der Emporenbrüstung gibt es eine spätgotische Konsolfigur Schmerzensmann aus der ersten Hälfte des 16. Jahrhunderts.
Die Orgel baute Franz Capek (1896). Eine Glocke nennt Mathias Prininger 1687.